# Eugéne Cornelius Arthurs
Eugéne Cornelius Arthurs IC (* 9. April 1914 in Keady, Irland; † 23. Februar 1978) war ein irischer Ordensgeistlicher und römisch-katholischer Bischof von Tanga.

## Leben
Eugéne Cornelius Arthurs trat der Ordensgemeinschaft der Rosminianer bei und empfing am 23. März 1943 das Sakrament der Priesterweihe. Am 9. Juni 1950 bestellte ihn Papst Pius XII. zum ersten Apostolischen Präfekten von Tanga.
Am 7. Mai 1958 wurde Eugéne Cornelius Arthurs infolge der Erhebung der Apostolischen Präfektur Tanga zum Bistum erster Bischof von Tanga. Der Bischof von Kilmore, Austin Quinn, spendete ihm am 24. August desselben Jahres die Bischofsweihe; Mitkonsekratoren waren der Bischof von Dromore, Eugene O’Doherty, und der Weihbischof in Armagh, William John Conway.
Arthurs nahm an allen vier Sitzungsperioden des Zweiten Vatikanischen Konzils teil. Am 15. Dezember 1969 nahm Papst Paul VI. das von Eugéne Cornelius Arthurs vorgebrachte Rücktrittsgesuch an und ernannte ihn zum Titularbischof von Tepelta. Arthurs verzichtete am 10. August 1976 auf das Titularbistum Tepelta.